# 1989-es MTV Video Music Awards
Az 1989-es MTV Video Music Awards díjátadója 1989. szeptember 6-án került megrendezésre, és a legjobb, 1988. április 2-től 1989. június 1-ig készült klipeket díjazta. Az est házigazdája Arsenio Hall volt. A díjakat a Los Angeles-i Gibson Amphitheatre-ben adták át.
Ebben az évben került sor a kategóriák első nagyobb átszervezésére, mivel négy műfaji kategóriát vezettek be (Legjobb heavy metal videó, Legjobb rap videó, Legjobb dance videó, Legjobb posztmodern videó) a Nemzetközi közönségdíj mellett. Ebben az évben megszüntették a Legjobb koncepcióvideó kategóriát. A jelölési időszakot két hónappal eltolták (áprilisról júniusra), így egy 14 hónapos jelölési ciklus jött létre.
Az est legnagyobb győztesei Madonna és Paula Abdul voltak, mindketten négy díjat vihettek haza. A második legsikeresebb előadó a Living Colour rockegyüttes lett, ők három díjjal távozhattak. 1989 legtöbbet jelölt előadója Michael Jackson volt. Kilenc jelölést kapott két videójáért: hatot a Leave Me Alone-ért és hármat a Smooth Criminal-ért. A kilenc jelölés ellenére Jackson csak egy díjat kapott, a Legjobb speciális effektekért.

## Jelöltek
A győztesek félkövérrel vannak jelölve.

### Az év videója
- Fine Young Cannibals — She Drives Me Crazy
- Michael Jackson — Leave Me Alone
- Madonna — Like a Prayer
- Steve Winwood — Roll with It
- Neil Young — This Note's for You

### Legjobb férfi videó
- Bobby Brown — Every Little Step
- Elvis Costello — Veronica
- Lou Reed — Dirty Blvd.
- Steve Winwood — Roll with It

### Legjobb női videó
- Paula Abdul — Straight Up
- Tracy Chapman — Fast Car
- Madonna — Express Yourself
- Tanita Tikaram — Twist in My Sobriety
- Jody Watley — Real Love

### Legjobb csapatvideó
- Fine Young Cannibals — She Drives Me Crazy
- Guns N’ Roses — Sweet Child o' Mine
- Living Colour — Cult of Personality
- Traveling Wilburys — Handle with Care

### Legjobb új előadó egy videóban
- Paula Abdul — Straight Up
- Edie Brickell & New Bohemians — What I Am
- Neneh Cherry — Buffalo Stance
- Living Colour — Cult of Personality

### Legjobb heavy metal videó
- Aerosmith — Rag Doll
- Def Leppard — Pour Some Sugar on Me
- Guns N’ Roses — Sweet Child o’ Mine
- Metallica — One

### Legjobb rap videó
- DJ Jazzy Jeff & The Fresh Prince — Parents Just Don't Understand
- Ice-T — Colors
- Kool Moe Dee — How Ya Like Me Now
- MC Hammer — Turn This Mutha Out
- Tone Lōc — Wild Thing

### Legjobb dance videó
- Paula Abdul — Straight Up
- Bobby Brown — Every Little Step
- Michael Jackson — Smooth Criminal
- Jody Watley — Real Love

### Legjobb posztmodern videó
- The Cure — Fascination Street
- The Escape Club — Wild, Wild West
- Love and Rockets — So Alive
- R.E.M. — Orange Crush
- Siouxsie and the Banshees — Peek-a-Boo

### Legjobb filmből összevágott videó
- The Belle Stars — Iko Iko (az Esőember filmből)
- Ice-T — Colors (a Színek filmből)
- Annie Lennox és Al Green — Put a Little Love in Your Heart (a Szellemes karácsony filmből)
- a U2 B. B. King-gel — When Love Comes to Town (a Rattle and Hum filmből)

### Legnagyobb áttörés
- Paula Abdul — Straight Up
- The Art of Noise (közreműködik Tom Jones) — Kiss
- Elvis Costello — Veronica
- The Escape Club — Wild, Wild West
- Fine Young Cannibals — She Drives Me Crazy
- Michael Jackson — Leave Me Alone
- Jody Watley — Real Love

### Legjobb színpadi teljesítmény
- Bobby Brown — My Prerogative
- Def Leppard — Pour Some Sugar on Me
- Guns N’ Roses — Paradise City
- Living Colour — Cult of Personality

### Legjobb rendezés
- DJ Jazzy Jeff & The Fresh Prince — Parents Just Don't Understand (Rendező: Scott Kalvert)
- Madonna — Express Yourself (Rendező: David Fincher)
- Van Halen — Finish What Ya Started (Rendező: Andy Morahan)
- Jody Watley — Real Love (Rendező: David Fincher)
- Steve Winwood — Roll with It (Rendező: David Fincher)

### Legjobb koreográfia
- Paula Abdul — Straight Up (Koreográfus: Paula Abdul)
- Bobby Brown — Every Little Step (Koreográfus: Bobby Brown és Alex Keshishian)
- Michael Jackson — Smooth Criminal (Koreográfus: Michael Jackson és Vincent Paterson)
- New Kids on the Block — You Got It (The Right Stuff) (Koreográfus: Tyrone Procter)

### Legjobb speciális effektek
- Adrian Belew — Oh Daddy (Speciális effektek: Joey Ahlbum)
- The Escape Club — Wild, Wild West (Speciális effektek: Nicholas Brandt és Bridget Blake-Wilson)
- Michael Jackson — Leave Me Alone (Speciális effektek: Jim Blashfield)
- Prince — I Wish U Heaven (Speciális effektek: Maury Rosenfeld és Fred Raimondi)

### Legjobb művészi rendezés
- DJ Jazzy Jeff & The Fresh Prince — Parents Just Don't Understand (Művészi rendezés: Greg Harrison)
- Debbie Gibson — Electric Youth (Művészi rendezés: Rhaz Zeizler)
- INXS — New Sensation (Művészi rendezés: Lynn-Maree Milburn)
- Michael Jackson — Leave Me Alone (Art Director: Jim Blashfield)
- Madonna — Express Yourself (Művészi rendezés: Holgar Gross és Vance Lorenzini)
- Jody Watley — Real Love (Művészi rendezés: Piers Plowden)

### Legjobb vágás
- Paula Abdul — Straight Up (Vágó: Jim Haygood)
- Michael Jackson — Leave Me Alone (Vágó: Paul Diener)
- Madonna — Express Yourself (Vágó: Scott Chestnut)
- Jody Watley — Real Love (Vágó: Scott Chestnut)
- Steve Winwood — Roll with It (Vágó: Scott Chestnut)

### Legjobb operatőr
- Michael Jackson — Smooth Criminal (Operatőr: John Hora)
- Madonna — Express Yourself (Operatőr: Mark Plummer)
- Tanita Tikaram — Twist in My Sobriety (Operatőr: Jeff Darling)
- Steve Winwood — Roll with It (Operatőr: Mark Plummer)

### Közönségdíj
- Fine Young Cannibals — She Drives Me Crazy
- Michael Jackson — Leave Me Alone
- Madonna — Like a Prayer
- Steve Winwood — Roll with It
- Neil Young — This Note's for You

### Nemzetközi közönségdíj

#### MTV Europe
- Front 242 — Headhunter
- The Jeremy Days — Brand New Toy
- Niagara — Soleil d'Hiver
- Rainbirds — Sea of Time
- Roxette — The Look
- Vaya con Dios — Don't Cry for Louie

#### MTV Internacional
- Chayanne — Este Ritmo Se Baila Así
- Emmanuel — La Última Luna
- Gipsy Kings — Djobi Djoba
- Miguel Mateos–ZAS — Y, sin Pensar
- Fito Páez — Sólo los Chicos

#### MTV Japan
- Kyosuke Himuro — Angel
- Kome Kome Club — Kome Kome War
- Toshinobu Kubota — Indigo Waltz
- Unicorn — Daimeiwaku

### Életmű-díj
- George Michael

## Fellépők
- Madonna — Express Yourself
- Bobby Brown — On Our Own
- Def Leppard — Tear It Down
- Tone-Loc — Wild Thing
- The Cult — Fire Woman
- Paula Abdul — Straight Up/Cold Hearted/Forever Your Girl
- Jon Bon Jovi és Richie Sambora — Livin' on a Prayer/Wanted Dead or Alive (Bon Jovi song)|Wanted Dead or Alive
- The Cure — Just Like Heaven
- Cher — If I Could Turn Back Time
- The Rolling Stones — Mixed Emotions
- Axl Rose és Tom Petty and the Heartbreakers — Free Fallin'/Heartbreak Hotel